# Ján Starší
Ján „Jano“ Starší (* 17. Oktober 1933 in Sokolče; † 13. April 2019 in Bratislava) war ein tschechoslowakischer Eishockeyspieler und -trainer. Als Trainer wurde er zweimal Deutscher Meister.

## Karriere als Spieler
Ján Starší begann seine Karriere als Spieler 1945 beim ŠK Liptovský Mikuláš. 1952 wechselte er zum Spitzenklub HC Slovan Bratislava. Eine weitere Station war der HC Sparta Prag, bei dem er zwischen 1954 und 1956 spielte, bevor er weitere zehn Spielzeiten bei Slovan Bratislava absolvierte. Mit Slovan wurde er fünfmal Vizemeister der Tschechoslowakei. In der Saison 1959/60 wurde er zudem mit 26 Toren bester Torschütze der 1. Liga. Bis zu seinem Karriereende bestritt Starší 300 Ligaspiele in 14 Spielzeiten der 1. Liga, in denen er 267 Tore erzielte.
Auch im Nationalteam der Tschechoslowakei war der torgefährliche Stürmer sehr erfolgreich: Er nahm an den Olympischen Winterspielen 1960 sowie fünf Weltmeisterschaften teil und erzielte in insgesamt 73 Länderspielen 29 Tore. Zudem gewann er zwei Bronze- und eine Silbermedaille bei Weltmeisterschaften. Anfang der 1960er Jahre gehörte er zu den Spitzenspielern seines Landes und stand unter anderem mit Vladimír Dzurilla, Karel Gut, Jozef Golonka und Gustav Bubník auf dem Eis. Nach der Weltmeisterschaft 1963 in Stockholm beendete er seine internationale Karriere.

## Karriere als Trainer
Noch erfolgreicher als der Spieler war der Trainer Ján Starší, der zunächst an der Universität Bratislava Sport studierte, promovierte und später dort zum Dozenten aufstieg. Nach dieser Zeit der Ausbildung in der ČSSR startete er seine Trainerkarriere 1966 bei der Eishockeyabteilung des FC Bayern München, die er 1967 in die Bundesliga führte. Danach kehrte er in seine Heimat zurück und betreute zwischen 1968 und 1973 den HC Slovan Bratislava als Cheftrainer – dieser Klub ist der einzige, mit dem er keinen Titel gewann.
1973 wurde er vom Eishockeyverband der Tschechoslowakei unter Vertrag genommen und er coachte zusammen mit Karel Gut das Nationalteam. Die beiden Nationaltrainer gewannen 1976 und 1977 den Weltmeistertitel und erreichten 1976 die olympische Silbermedaille in Innsbruck sowie vier Silbermedaillen bei Weltmeisterschaften. 1979 trennte sich das erfolgreichste Trainerduo der ČSSR-Geschichte, wobei beide Trainer zu deutschen Mannschaften wechselten. Karel Gut wurde vom EV Landshut verpflichtet und gewann mit diesem den deutschen Meistertitel. Starší hingegen unterschrieb einen Vertrag beim SC Riessersee und wurde mit den Garmischern 1981 deutscher Meister. 1982 wurde er in die Tschechoslowakei zurückbeordert und wurde Mitglied des Trainerrats der ČSSR. Zudem arbeitete er als Dozent an der Universität Bratislava. Zusammen mit František Pospíšil trainierte er ab 1985 nochmals die Nationalmannschaft und gewann mit dieser die Bronzemedaille bei der Weltmeisterschaft 1987.
1988 kehrte er nach Deutschland zurück und betreute den SB Rosenheim. Schon in der ersten Spielzeit gewann er mit seiner neuen Mannschaft den Meistertitel 1989. Nach der politischen Wende ging der Meistertrainer in die Slowakei zurück und half beim Aufbau des Slowakischen Eishockeyverbandes. Seither ist er beratend für diesen Verband und seinen Stammverein, den HC Slovan Bratislava, tätig. Zudem spielt er als Hobby Tennis.
1997 wurde Dr. Ján Starší in die IIHF Hall of Fame in der Kategorie Trainer aufgenommen. 2002 wurde er mit der Aufnahme in die Slowakische Hockey Hall of Fame geehrt.
Ein Jahr später wurde er mit dem slowakischen Verdienstkreuz zweiter Klasse, dem Rad Ľudovíta Štúra, ausgezeichnet. 2009 folgte die Aufnahme in die Hall of Fame Deutschland ob seiner Verdienste um das deutsche Eishockey. Die Laudatio zur Aufnahme hielt sein ehemaliger Spieler Ernst Höfner, mit dem 1981 und 1989 Deutscher Meister wurde und der heute Nationaltrainer des DEB-Nachwuchses ist.

## Privates
Ján Starší starb im April 2019 im Alter von 85 Jahren in Bratislava.

## Erfolge und Auszeichnungen

### Als Spieler
- Bronzemedaille bei der Weltmeisterschaft 1959
- Europameister 1961
- Silbermedaille bei der Weltmeisterschaft 1961
- Bronzemedaille bei der Weltmeisterschaft 1963
- Fünffacher tschechoslowakischer Vizemeister

### Als Trainer
- Silbermedaille bei der Weltmeisterschaft 1974
- Silbermedaille bei der Weltmeisterschaft 1975
- Goldmedaille bei der Weltmeisterschaft 1976
- Silbermedaille bei den Olympischen Winterspielen 1976
- Goldmedaille bei der Weltmeisterschaft 1977
- Silbermedaille bei der Weltmeisterschaft 1978
- Silbermedaille bei der Weltmeisterschaft 1979
- Deutscher Meister 1981 mit dem SC Riessersee
- Bronzemedaille bei der Weltmeisterschaft 1987
- Deutscher Meister 1989 mit dem SB Rosenheim

### Ehrungen
- Aufnahme in die IIHF Hall of Fame 1997
- Aufnahme in die Slowakische Hockey Hall of Fame 2002
- Rad Ľudovíta Štúra II. Klasse 2003
- Aufnahme in die Hall of Fame Deutschland 2009
- Aufnahme in die Tschechische Eishockey-Ruhmeshalle 2010